# Luboszyce, Lubusz
Luboszyce (germană Liebesitz, în Limba sorabă: Lubošojce) este un sat în Polonia, situat în Voievodatul Lubusz, în județul Krosno, în orașul Gubin.  În anii 1975-1998 localitatea a aparținut administrativ de regiunea Zielona Gora. Înainte de 1945, satul era parte din Germania.
În izvoarele scrise, satul apare pentru prima dată în anul 1452 sub numele german Lubusy , în 1632 Lubesis, Lubesitz în 1714, Lubschutz în 1750 și 1945 ca Liebesitz. Familia Dalwitz a fost proprietară a satului și apare în documentele vremii împreună cu alte familii cum au fost von Heide (1527 ani), Grünberg și Löbenów (1578), von Strachwitz (1658), von Auritz, Tschander, von Maxen, și familia von Seydel în 1764-1945. În anii 1846-1860 Eugene Edmund Gustav Seydel a construit un palat gotic cu  etaje de caramidă. Clădirile, cu destinație agricolă, au fost construite în secolul al XVIII-lea și mijlocul secolului al XIX-lea. În apropierea palatului este un parc de 3 hectare amenajat din secolele al XVIII-lea și al XIX-lea.

## Monumente
Conform Registrului de la Institutul Național al Patrimoniului sunt înscrise pe lista monumentelor:
- palatele din secolul secolul al / al XIX-lea al XVIII-lea:
- parc
- Blocuri din secolul al / al XIX-XVIII-lea
- Palatul din secolul al XIX -lea construit în anii 1847-1860, în stil de gotic.